# Головмох архангельський
Головмох архангельський (Bryum archangelicum) — вид мохів порядку головмохальних (Bryales).

## Поширення
Ареал охоплює такі частини світу: Європа, Північна Америка, Південна Америка, Азія, Антарктида.
Населяє сухий вапняний ґрунт в арктичній тундрі, альпійських районах на півдні; від низьких до високих висот; циркумполярний аркто-альпійський.

## Характеристика
Рослини в щільних або відкритих дернинах або розрізнені особини, зелені, червоно-зелені чи жовто-зелені. Стебла 0.4–1.5 см, пучкові. Листки від жовто-зеленого до червоно-зеленого забарвлення, від слабко до сильно викривлених або зморщених при висиханні, яйцеподібно-ланцетні, плоскі чи слабо увігнуті, (0.4)0.8–2(2.5) мм, збільшені до верхівки стебла; краї вигнуті до середини листка; верхівка загострена. Спеціалізоване нестатеве розмноження відсутнє. Вид синоїчний. Коробочкові ніжки 1–3 см. Коробочка коричнева, грушоподібна, симетрична, 2–3 мм, рот жовтий. Спори (22)25–30 мкм, сильно сосочкові, від темно-коричневого до чорного забарвлення.